# Wang Zhenyi
Pour les articles homonymes, voir Wang (patronyme).
Wang Zhenyi (chinois traditionnel : 王貞儀 ; chinois simplifié : 王贞仪 ; pinyin : Wáng Zhēnyí ; Wade : Wang Chen-i), née en 1768 à Jiangning en Chine et morte en 1797 à Jelin, est une astronome, mathématicienne, géophysicienne et poétesse chinoise.

## Biographie

### Enfance et famille
Wang Zhenyi naît en 1768 dans la province chinoise d'Anhui durant la dynastie Qing. La Chine est à cette époque sous un système féodal où l’éducation faite aux femmes est principalement restreinte à des tâches telles que la cuisine et la couture. Elle grandit toutefois auprès de son père, son grand-père et sa grand-mère dans une famille valorisant l'éducation. 

### Formation
Son père Wang Xichen lui enseigne les mathématiques, la géographie et la médecine. Son grand-père Wang Zhefu, ancien gouverneur du comté de Fengchen et du district de Xuanhua, lui montre les rudiments de l'astronomie et sa grand-mère Dong l'introduit à la poésie. La jeune fille est d'ailleurs dès son plus jeune âge friande de lecture. 
A 14 ans au décès de son grand-père en 1782, Wang Zhenyi se rend à Jiling au Népal pour les funérailles près de la Grande Muraille. Pendant cinq ans, elle apprend beaucoup de la bibliothèque de son grand-père et s'initie à l'équitation, l'archerie et les arts martiaux auprès de la femme d'un général mongol nommée Aa.
À l'âge de 16 ans, elle voyage avec son père au sud de la rivière Yangtze dans les provinces de Shaanxi, d'Hubei et de Guangdong jusqu'à rejoindre la capitale. Elle y constate comment les grandes taxations affectent les plus démunis, ce qui l'inspire à écrire sur les injustices et inégalités. Dans ses textes, elle défend entre autres le droit des femmes à l'éducation.
A 18 ans, elle rencontre à Jiangning (actuel Nankin) des femmes lettrées qui lui enseignent l'astronomie et les mathématiques.

### Carrière
Parallèlement, Wang Zhenyi continue d'apprendre par elle-même les mathématiques et l'astronomie et ses travaux dans ces domaines la font connaître. En astronomie, elle étudie le nombre d'étoiles, l'orbile de la lune, les planètes Mars, Vénus, Jupiter, Saturne et Mercure. En mathématiques, elle perfectionne la trigonométrie et le théorème de Pythagore.
Elle développe notamment une théorie permettant de mieux comprendre les éclipses lunaires à partir d'un modèle utilisant un miroir, un globe et une lampe suspendus par des ficelles.
Elle travaille par ailleurs à rendre les mathématiques davantage accessibles au grand public. Elle vulgarise l'ouvrage Les principes du calcule du mathématicien chinois Mei Wending et propose des méthodes simplifiées de multiplication et division pour faciliter l'apprentissage des mathématiques. À l'âge de 24 ans, elle fait paraître un guide en cinq volumes expliquant aux débutants diverses théories arithmétiques. Elle développe également une méthode permettant de simplifier l'apprentissage des multiplications et des divisions.
A 25 ans, elle épouse Zhan Mei et continue à travailler. Elle se spécialise également en poséie et laisse 13 volumes de poésie chantées et de textes en prose relatant notamment l'expériences de ses voyages. Elle évoque la vise des femmes travailleuses de la classes populaires, détaille les inégalités de richesses et la nécessité d'éduquer les femmes pour obtenir une égalité des sexes. Elle écrit :

« On croit
Que les femmes sont égales aux hommes
N’êtes-vous pas convaincu
Que les filles peuvent être héroïques ? »

Wang Zhenyi s'éteint à 29 ans. Elle est l'autrice d'au moins douze publications en astronomie et en mathématiques.

## Postérité
Le cratère vénusien Wang Zhenyi (ca) a été nommé en son honneur .